# Lista uczestników Giro d’Italia 2016
Lista uczestników Giro d’Italia 2016
W wyścigu bierze udział 18 drużyn UCI World Tour oraz 4 zaproszone drużyny UCI Professional Continental. Zawodnicy noszą numery od 1 do 219. W każdej drużynie jest 9 zawodników, więc pierwsza drużyna otrzymała numery od 1 do 9, druga od 11 do 19, trzecia od 21 do 29, itd. Wyjątkiem jest drużyna Lampre-Merida, która nosi numery od 100 do 107 oraz 109. Dzieje się tak, ponieważ organizatorzy postanowili już nigdy nie używać numeru 108, z którym podczas Giro d'Italia 2011 jechał, tragicznie wtedy zmarły, Wouter Weylandt.

## Legenda
| Legenda        | Legenda                                    |
| -------------- | ------------------------------------------ |
| A pink jersey  | Zwycięzca klasyfikacji generalnej          |
| A red jersey   | Zwycięzca klasyfikacji punktowej           |
| A blue jersey  | Zwycięzca klasyfikacji górskiej            |
| A white jersey | Zwycięzca klasyfikacji młodzieżowej        |
| DNS            | Zawodnik nie wystartował do etapu          |
| DNF            | Zawodnik nie ukończył etapu                |
| DSQ            | Zawodnik został zdyskwalifikowany          |
| HD             | Zawodnik przekroczył limit czasu na etapie |

Zawodnicy urodzeni po 1 stycznia 1991, którzy biorą udział w klasyfikacji młodzieżowej są oznaczeni gwiazdką.

## Drużyny
| # | Kolarz                 | Wiek | Poz.   |
| - | ---------------------- | ---- | ------ |
| 1 | Domenico Pozzovivo     | 33   | 20     |
| 2 | Guillaume Bonnafond    | 28   | 54     |
| 3 | Axel Domont            | 25   | 50     |
| 4 | Hubert Dupont          | 35   | 11     |
| 5 | Patrick Gretsch        | 29   | DNF-13 |
| 6 | Hugo Houle             | 25   | 72     |
| 7 | Blel Kadri             | 29   | 145    |
| 8 | Matteo Montaguti       | 32   | 19     |
| 9 | Jean-Christophe Péraud | 38   | DNF-3  |

| #  | Kolarz               | Wiek | Poz.   |
| -- | -------------------- | ---- | ------ |
| 11 | Vincenzo Nibali      | 31   | 1      |
| 12 | Valerio Agnoli       | 31   | DNS-12 |
| 13 | Eros Capecchi        | 29   | 81     |
| 14 | Jakob Fuglsang       | 31   | 12     |
| 15 | Tanel Kangert        | 29   | 23     |
| 16 | Bachtijar Kozatajew* | 24   | 65     |
| 17 | Davide Malacarne     | 28   | 47     |
| 18 | Michele Scarponi     | 36   | 16     |
| 19 | Andriej Zejc         | 29   | 33     |

| #  | Kolarz                     | Wiek | Poz.   |
| -- | -------------------------- | ---- | ------ |
| 21 | Stefano Pirazzi            | 29   | 18     |
| 22 | Simone Andreetta*          | 22   | 139    |
| 23 | Paolo Simion*              | 23   | 129    |
| 24 | Nicola Boem                | 26   | 137    |
| 25 | Francesco Manuel Bongiorno | 25   | 108    |
| 26 | Giulio Ciccone*            | 21   | DNS-18 |
| 27 | Sonny Colbrelli            | 25   | 94     |
| 28 | Mirco Maestri*             | 24   | 117    |
| 29 | Nicola Ruffoni             | 25   | DNF-13 |

| #  | Kolarz               | Wiek | Poz.  |
| -- | -------------------- | ---- | ----- |
| 31 | Manuel Senni*        | 24   | 76    |
| 32 | Darwin Atapuma       | 28   | 9     |
| 33 | Alessandro De Marchi | 29   | 93    |
| 34 | Silvan Dillier       | 25   | DNF-3 |
| 35 | Stefan Küng*         | 22   | 60    |
| 36 | Daniel Oss           | 29   | 110   |
| 37 | Manuel Quinziato     | 36   | 115   |
| 38 | Joey Rosskopf        | 26   | 84    |
| 39 | Rick Zabel*          | 22   | 138   |

| #  | Kolarz               | Wiek | Poz. |
| -- | -------------------- | ---- | ---- |
| 41 | Rigoberto Urán       | 29   | 7    |
| 42 | André Cardoso        | 31   | 14   |
| 43 | Simon Clarke         | 29   | 67   |
| 44 | Joe Dombrowski*      | 24   | 34   |
| 45 | Davide Formolo*      | 23   | 31   |
| 46 | Moreno Moser         | 25   | 41   |
| 47 | Ramūnas Navardauskas | 28   | 120  |
| 48 | Alberto Bettiol*     | 22   | 85   |
| 49 | Nate Brown*          | 24   | 48   |

| #  | Kolarz            | Wiek | Poz.   |
| -- | ----------------- | ---- | ------ |
| 51 | Igor Antón        | 33   | 28     |
| 52 | Omar Fraile       | 25   | DNF-5  |
| 53 | Songezo Jim       | 25   | 142    |
| 54 | Merhawi Kudus*    | 22   | 37     |
| 55 | Kristian Sbaragli | 25   | 92     |
| 56 | Kanstancin Siucou | 33   | 10     |
| 57 | Jay Thomson       | 30   | 147    |
| 58 | Johann Van Zyl*   | 25   | DNF-21 |
| 59 | Jaco Venter       | 29   | 100    |

| #  | Kolarz             | Wiek | Poz.   |
| -- | ------------------ | ---- | ------ |
| 61 | Marcel Kittel      | 27   | HD-9   |
| 62 | Gianluca Brambilla | 28   | 22     |
| 63 | David de la Cruz   | 27   | DNS-16 |
| 64 | Bob Jungels*       | 23   | 6      |
| 65 | Fabio Sabatini     | 31   | DNS-15 |
| 66 | Pieter Serry       | 27   | 70     |
| 67 | Matteo Trentin     | 26   | 74     |
| 68 | Carlos Verona*     | 23   | 43     |
| 69 | Łukasz Wiśniowski* | 24   | 136    |

| #  | Kolarz              | Wiek | Poz.   |
| -- | ------------------- | ---- | ------ |
| 71 | Arnaud Démare*      | 24   | DNF-14 |
| 72 | Arnaud Courteille   | 27   | 134    |
| 73 | Mickaël Delage      | 30   | 146    |
| 74 | Murilo Fischer      | 36   | 150    |
| 75 | Alexandre Geniez    | 28   | DNF-4  |
| 76 | Ignatas Konovalovas | 30   | 132    |
| 77 | Olivier Le Gac*     | 22   | 131    |
| 78 | Marc Sarreau*       | 22   | DNF-13 |
| 79 | Benoît Vaugrenard   | 34   | 90     |

| #  | Kolarz                | Wiek | Poz.  |
| -- | --------------------- | ---- | ----- |
| 81 | Aleksandr Kołobniew   | 35   | 73    |
| 82 | Aleksiej Rybałkin*    | 22   | 105   |
| 83 | Artur Jerszow         | 26   | HD-15 |
| 84 | Siergiej Firsanow     | 33   | 30    |
| 85 | Aleksander Foliforow* | 23   | 45    |
| 86 | Artem Oweczkin        | 29   | 140   |
| 87 | Iwan Sawicki*         | 24   | 103   |
| 88 | Aleksandr Sierow      | 33   | 126   |
| 89 | Andriej Solomennikow  | 28   | 125   |

| #  | Kolarz               | Wiek | Poz.   |
| -- | -------------------- | ---- | ------ |
| 91 | Heinrich Haussler    | 32   | 98     |
| 92 | Matthias Brändle     | 26   | DNF-14 |
| 93 | Leigh Howard         | 26   | DNS-15 |
| 94 | Roger Kluge          | 30   | 135    |
| 95 | Matteo Pelucchi      | 27   | HD-6   |
| 96 | Stefan Denifl        | 28   | 52     |
| 97 | Larry Warbasse       | 25   | DNS-7  |
| 98 | Marcel Wyss          | 29   | 40     |
| 99 | Vegard Stake Laengen | 27   | 82     |

| #   | Kolarz             | Wiek | Poz.   |
| --- | ------------------ | ---- | ------ |
| 100 | Diego Ulissi       | 26   | 21     |
| 101 | Valerio Conti*     | 23   | 27     |
| 102 | Roberto Ferrari    | 33   | 130    |
| 103 | Illa Kaszawy*      | 25   | 96     |
| 104 | Sacha Modolo       | 28   | 83     |
| 105 | Matej Mohorič*     | 21   | 97     |
| 106 | Manuele Mori       | 35   | 63     |
| 107 | Przemysław Niemiec | 36   | DNF-14 |
| 109 | Simone Petilli*    | 23   | 77     |

| #   | Kolarz           | Wiek | Poz.   |
| --- | ---------------- | ---- | ------ |
| 111 | Tim Wellens*     | 24   | 95     |
| 112 | Lars Bak         | 36   | DNF-21 |
| 113 | Sean De Bie*     | 24   | 107    |
| 114 | André Greipel    | 33   | DNS-13 |
| 115 | Adam Hansen      | 34   | 68     |
| 116 | Pim Ligthart     | 27   | 124    |
| 117 | Maxime Monfort   | 33   | 15     |
| 118 | Jürgen Roelandts | 30   | DNS-13 |
| 119 | Jelle Vanendert  | 31   | 91     |

| #   | Kolarz             | Wiek | Poz.   |
| --- | ------------------ | ---- | ------ |
| 121 | Alejandro Valverde | 36   | 3      |
| 122 | Andrey Amador      | 29   | 8      |
| 123 | Carlos Betancur    | 26   | DNF-19 |
| 124 | José Herrada       | 30   | 62     |
| 125 | Javier Moreno      | 31   | DNF-7  |
| 126 | José Joaquín Rojas | 30   | 49     |
| 127 | Rory Sutherland    | 34   | 79     |
| 128 | Jasha Sütterlin*   | 23   | DNF-21 |
| 129 | Giovanni Visconti  | 33   | 13     |

| #   | Kolarz                | Wiek | Poz.   |
| --- | --------------------- | ---- | ------ |
| 131 | Damiano Cunego        | 34   | 44     |
| 132 | Giacomo Berlato*      | 24   | DNF-14 |
| 133 | Alessandro Bisolti    | 31   | 80     |
| 134 | Grega Bole            | 30   | 133    |
| 135 | Riccardo Stacchiotti* | 24   | 153    |
| 136 | Iuri Filosi*          | 24   | HD-8   |
| 137 | Eduard-Michael Grosu* | 23   | 151    |
| 138 | Genki Yamamoto*       | 24   | 149    |
| 139 | Gianfranco Zilioli    | 26   | 116    |

| #   | Kolarz           | Wiek | Poz.   |
| --- | ---------------- | ---- | ------ |
| 141 | Esteban Chaves   | 26   | 2      |
| 142 | Sam Bewley       | 28   | 123    |
| 143 | Caleb Ewan*      | 21   | DNS-13 |
| 144 | Michael Hepburn* | 24   | 148    |
| 145 | Damien Howson*   | 23   | 53     |
| 146 | Luka Mezgec      | 27   | DNS-17 |
| 147 | Rubén Plaza      | 36   | 56     |
| 148 | Svein Tuft       | 38   | 144    |
| 149 | Amets Txurruka   | 33   | 55     |

| #   | Kolarz             | Wiek | Poz.   |
| --- | ------------------ | ---- | ------ |
| 151 | Tom Dumoulin       | 25   | DNF-11 |
| 152 | Nikias Arndt*      | 24   | 86     |
| 153 | Bert De Backer     | 32   | DNF-14 |
| 154 | Chad Haga          | 27   | 78     |
| 155 | Ji Cheng           | 28   | 152    |
| 156 | Tobias Ludvigsson* | 24   | 51     |
| 157 | Georg Preidler     | 25   | 26     |
| 158 | Tom Stamsnijder    | 30   | 141    |
| 159 | Albert Timmer      | 30   | 119    |

| #   | Kolarz               | Wiek | Poz.   |
| --- | -------------------- | ---- | ------ |
| 161 | Ilnur Zakarin        | 26   | DNF-19 |
| 162 | Maksim Bielkow       | 31   | 114    |
| 163 | Paweł Koczetkow      | 30   | 32     |
| 164 | Wiaczesław Kuzniecow | 26   | 121    |
| 165 | Anton Worobjow       | 25   | 99     |
| 166 | Aleksander Porsiew   | 30   | 143    |
| 167 | Jegor Silin          | 27   | 38     |
| 168 | Rein Taaramäe        | 29   | 29     |
| 169 | Aleksiej Catiewicz   | 26   | DNS-10 |

| #   | Kolarz             | Wiek | Poz.   |
| --- | ------------------ | ---- | ------ |
| 171 | Steven Kruijswijk  | 28   | 4      |
| 172 | Enrico Battaglin   | 26   | 42     |
| 173 | Moreno Hofland*    | 24   | DNF-13 |
| 174 | Twan Castelijns    | 27   | 112    |
| 175 | Martijn Keizer     | 28   | 101    |
| 176 | Primož Roglič      | 26   | 58     |
| 177 | Bram Tankink       | 37   | 61     |
| 178 | Maarten Tjallingii | 38   | 122    |
| 179 | Jos van Emden      | 31   | 118    |

| #   | Kolarz           | Wiek | Poz.   |
| --- | ---------------- | ---- | ------ |
| 181 | Mikel Landa      | 26   | DNF-10 |
| 182 | Ian Boswell*     | 25   | 71     |
| 183 | Philip Deignan   | 32   | DNF-19 |
| 184 | Sebastián Henao* | 22   | 17     |
| 185 | Mikel Nieve      | 31   | 25     |
| 186 | Christian Knees  | 34   | 66     |
| 187 | David López      | 35   | 69     |
| 188 | Nicolas Roche    | 31   | 24     |
| 189 | Elia Viviani     | 27   | HD-8   |

| #   | Kolarz            | Wiek | Poz. |
| --- | ----------------- | ---- | ---- |
| 191 | Rafał Majka       | 26   | 5    |
| 192 | Manuele Boaro     | 29   | 46   |
| 193 | Pawieł Brutt      | 34   | 89   |
| 194 | Jesús Hernández   | 34   | 59   |
| 195 | Jay McCarthy*     | 23   | 87   |
| 196 | Paweł Poljański   | 26   | 35   |
| 197 | Iwan Rownyj       | 28   | 36   |
| 198 | Jewgienij Pietrow | 37   | 75   |
| 199 | Matteo Tosatto    | 41   | 106  |

| #   | Kolarz            | Wiek | Poz.   |
| --- | ----------------- | ---- | ------ |
| 201 | Ryder Hesjedal    | 35   | DNF-14 |
| 202 | Eugenio Alafaci   | 25   | 104    |
| 203 | Jack Bobridge     | 26   | 154    |
| 204 | Fabian Cancellara | 35   | DNS-10 |
| 205 | Marco Coledan     | 27   | 127    |
| 206 | Laurent Didier    | 31   | 64     |
| 207 | Giacomo Nizzolo   | 26   | 109    |
| 208 | Boy van Poppel    | 28   | HD-8   |
| 209 | Riccardo Zoidl    | 28   | 39     |

| #   | Kolarz                  | Wiek | Poz.   |
| --- | ----------------------- | ---- | ------ |
| 211 | Filippo Pozzato         | 34   | 113    |
| 212 | Julen Amezqueta*        | 22   | 111    |
| 213 | Manuel Belletti         | 30   | DNS-18 |
| 214 | Liam Bertazzo*          | 24   | DNF-14 |
| 215 | Matteo Busato           | 28   | 57     |
| 216 | Cristián Rodríguez*     | 21   | 102    |
| 217 | Jakub Mareczko*         | 22   | DNF-5  |
| 218 | Daniel Felipe Martínez* | 20   | 88     |
| 219 | Eugert Zhupa            | 26   | 128    |

## Kraje reprezentowane przez kolarzy
| Państwo           | Liczba kolarzy | Liczba kolarzy, którzy ukończyli etapy | Wygrane etapy                                                                                        |
| ----------------- | -------------- | -------------------------------------- | --- |
| Albania           | 1              | 1                                      | |
| Australia         | 10             | 8                                      | |
| Austria           | 1              | 3                                      | |
| Belgia            | 7              | 5                                      | 1 (Tim Wellens)                                                                                      |
| Białoruś          | 2              | 2                                      | |
| Brazylia          | 1              | 1                                      | |
| Chiny             | 1              | 1                                      | |
| Dania             | 2              | 1                                      | |
| Erytrea           | 1              | 1                                      | |
| Estonia           | 2              | 2                                      | 1 (Rein Taaramäe)                                                                                    |
| Francja           | 12             | 8                                      | |
| Hiszpania         | 16             | 12                                     | 2 (Mikel Nieve x1, Alejandro Valverde x1)                                                            |
| Holandia          | 12             | 9                                      | 1 (Tom Dumoulin)                                                                                     |
| Irlandia          | 2              | 1                                      | |
| Japonia           | 1              | 1                                      | |
| Kanada            | 3              | 2                                      | |
| Kazachstan        | 2              | 2                                      | |
| Kolumbia          | 6              | 5                                      | 1 (Esteban Chaves)                                                                                   |
| Kostaryka         | 1              | 1                                      | |
| Litwa             | 2              | 2                                      | |
| Luksemburg        | 2              | 2                                      | |
| Niemcy            | 8              | 5                                      | 7 (André Greipel x3, Marcel Kittel x2, Nikias Arndt x1, Roger Kluge x1)                              |
| Norwegia          | 1              | 1                                      | |
| Nowa Zelandia     | 1              | 1                                      | |
| Polska            | 4              | 3                                      | |
| Portugalia        | 1              | 1                                      | |
| Rosja             | 20             | 17                                     | 1 (Aleksander Foliforow)                                                                             |
| Południowa Afryka | 4              | 4                                      | |
| Rumunia           | 1              | 1                                      | |
| Słowenia          | 4              | 3                                      | 1 (Primož Roglič)                                                                                    |
| Stany Zjednoczone | 6              | 5                                      | |
| Szwajcaria        | 4              | 2                                      | |
| Szwecja           | 1              | 1                                      | |
| Włochy            | 53             | 42                                     | 6 (Diego Ulissi x2, Gianluca Brambilla x1, Giulio Ciccone x1, Vincenzo Nibali x1, Matteo Trentin x1) |
| RAZEM             | 198            | 156                                    | |